# G5カービン
G5カービン (STC DELTA G5 Carbine) とは、ジョージアの国立軍事科学技術研究所“デルタ”が開発した自動小銃である。
後に口径拡大型の開発に伴いG13と改名されたが、2015年以降開発は中断されている模様である。

## 概要
ソビエト連邦から分離独立したジョージアには、2000年代に入り西側諸国より多くの援助が与えられており、アメリカ合衆国からは軍事援助の一環としてM4カービンが多数供与された。
ジョージア軍においてM4カービンはAK-74シリーズに替わる新制式小銃として用いられており、ジョージア軍では南オセチア紛争後の軍備再建にあたり、主力小銃の供給を国外に依存している状況を改善するべく、M4カービンの国産化を計画した。
G5カービンはこれに基づいてM4カービンとH&K HK416を基に開発され、2012年に発表された国産自動小銃で、基本的にはM4カービンのクローン（コピー）モデルだが、HK416に倣ったガスピストン式の作動機構を持つ。
ジョージアでは2012年より陸軍を始め全軍でG5を大規模に導入する計画を進め、翌2013年には口径を7.62mmに拡大した派生型の開発に伴いG13と改名したが、2014年には主に予算面の問題から、ジョージア軍は主力小銃の国産化に向けた方針を転換したため、G5およびG13の導入計画は中断された。2017年にはジョージア軍に対しアメリカ国防総省が行った対外有償軍事援助(FMS)の一環としてM4カービンが追加導入されており、追加分の引き渡しは2018年5月には完了する予定である。
G5/13カービンの導入計画が中断したのち、STC DELTAはチェコ共和国、および同国のチェスカー・ズブロヨフカ社と兵器開発に関する提携を結んでおり、同社の開発したCZ 805 BREN及びCZ 807アサルトライフルのライセンス生産、またこれらを基にした国産アサルトライフルの開発が行われる可能性があり、計画が継続されるかについては流動的である。
2017年現在ではG5/G13はSTC DELTAの公式サイトにも記載されておらず、開発が進められていた7.62mm口径拡大型を基にした狙撃銃、DELTA-308のみが記載されている。

## 各型
G5
原型もしくは1次試作型。ガスピストン式の作動方式以外は内部構造・構成は基本的にM4カービンと同じものだが、外形はハンドガードがHK416に似たものになっており、フロント/リアサイト共にフリップアップ式の折り畳み型になっていること、また、M4に比べレシーバーの各所が角ばった形になっており、グリップおよびロアレシーバー前部マグウェル（マガジン装着部）部分にフィンガーノッチ（掴みやすくするために楕円形に凹ませた部位）があること、等の点が異なる。ストックはAR15系列用のストックの中で「CTR型」と呼ばれるものに似たスケルトンタイプである。マガジンはマグプル製のP-MAGに似た、リブと残弾確認用の透明部のある樹脂製である。
これまでにジョージアの兵器展示会等で公開されたものでは、いずれもバイポッド内蔵型フォアグリップ（グリップポッド／グリポッド）や光学照準器、サプレッサーといったアクセサリーが装着されているが、どの程度までが標準装備であるのかは不明である。
G13
改良型もしくは二次試作型。フロントサイトがハンドガード前端上部にあるフリップアップ型からM16/M4系列と同じ銃剣ラグ／スリングスイベル基部一体型の三角形状のものになっており、ロアレシーバーのマガジンハウジング部にあったフィンガーノッチがなく、アッパレシーバー左側面前部には「G13」の文字が刻印されている。
DELTA-308
口径拡大型を基に開発された7.62mmWin308弾使用の狙撃銃型。サプレッサーが装備されており、固定照準器（アイアンサイト）がなく、グリップはハンドレスト付き、ストックは短脚のついたチークピースとバットプレートの調整が可能なH&K式スナイパーライフルストックになっている。

## その他
Web検索で「G5 Carbine」と検索すると、検索結果としてチェコのCZ スコーピオンEVO3に類似した銃器が多数提示されるが、これはエアソフトガンメーカーのGHK AIRSOFT（道勳企業有限公司）がScorpion Evo 3を参考に創作したオリジナル製品で、架空の存在である。
実在するSTC DELTA G5カービンとの混同を防ぐため、GHKのエアソフトガンは「GHK G5 Carbine」と表記されていることが多い。